# Banfora
Banfora è un dipartimento del Burkina Faso classificato come città, capoluogo della provincia di Comoé e della  regione di Tannouyan.
È sede vescovile cattolica.
Il dipartimento si compone del capoluogo e di altri 22 villaggi: Bodadiougou, Bombora, Diarabakoko, Diongolo, Dionouna, Karfiguela, Kitobama, Korokora, Lemouroudougou, Marebama, Nekanklou, Niankar, Niarebama, Siniena, Sitiena, Tangora, Tengrela, Tiekouna, Tionouna, Tiempagora, Tiontionmana e Toumousseni.